# Спирална шкољка
Спирална шкољка  је уобичајени назив који се примјењује за више различитих морских пужева или шкољки средње или велике величине. Израз се уопштено односи на велике пужеве чија шкољка има високи канал и уочљив сифонални канал (другим ријечима, шкољка долази до примјетне тачке на оба краја).
У Сјеверној Америци, спирална шкољка је често идентификована као краљица шкољка, родом из вода Мексичког и Кариба. Краљичине шкољке цијењене су као плодови мора, а користе се и као мамац за рибу.
Скуп шкољкаша које се понекад називају ,,истинским шкољкама" су морски мекушци из породице Strombidae, тачније из рода Strombus и других сродних родова. На примјер, погледати Lobatus gigas, краљичину шкољку и Laevistrombus canarium, пасју шкољку.
Многе друге врсте се такође називају ,,шкољкашима", али нису нимало уско повезане са породицом Strombidae, укључујући врсте Melongena (породица Melongenidae) и коњску шкољку Triplofusus papillosus (породица Fasciolariidae). Врсте које обично називају шкољкама укључују и свету шкољку или тачније ,,shankha" шкољку (Turbinella pyrum) и друге Turbinella врсте из породице Turbinellidae. Тритонова труба (породица Charoniidae) такође се може обликовати у рог и назвати се шкољком.

## Етимологија
Енглеска ријеч ,,conch" атестирана је на средњем енглеском , те долази од латинске ријечи concha (шкољка) , што даље долази од грчке ријечи konchē (исто значење). У коначници се сматра да је коријен од Прото-индоевропске ријечи konkho-, која је сродник са санскритском śaṅkha.

## Опис
Ова врста је морски пуж и мекушац. Спирална шкољка има врхунску чврстоћу и може се користити као музички инструмент или украс. Састоји се од око 95% калцијум карбоната и 5% органске материје. Месо спиралне шкољке је јестиво.

## Храна
Месо ове шкољке се једе сирово у салатама или се кува, као у бургерима или чорбама. Сви дијелови меса шкољке су јестиви.
Индија|Индије]] (нарочито Јамајка). Мјештани Јамајке једу спиралну шкољку уз лук, чорбу или кари. Ресторани широм оствра послужују управо ово месо. У Доминиканској републици, Гренади и Хаитију, шкољке се обично једу у карију или зачињеној супи. Локално се назива ламби. На Теркс и Кејкос остврвима се одржава у новембру сваке године фестивал. Локални гостионичари се надмећу за најбоља и најоригиналнија јела, која оцјењују међународни кувари. Бесплатно прављење јела прати процјењивање, а уз то свечаности, друга такмичења, манифестације и музичке представе се дешавају увече. У Порторику, ова шкољка се служи као салата од шкољке, често названа ensalada de carrucho, а састоји се од сирове шкољке мариниране у соку од лимете, маслиновом уљу, сирћету, бијелом луку, зеленој паприци и луку. Такође се користи за пуњење емпанада.
На Панами је шкољка позната и као камбомбија и често се служи као ceviche de cambombia која се састоји од сирове шкољке мариниране у соку од лимете, насјецканог лука, ситно сјецканог хабанероса и често сирћета.
Спирална шкољка је веома популарна у Италији и међу Италијанима. Названа scungille, једе се на различите начине, али најчешће у салатама или се кува у умаку за тјестенину. Често се укључује као једно од јела припремљених за празник Гозба седам риба.
У кухињама источне Азије ова се морска храна често сијече на танке кришке, а затим се пари или пржи.
Осамдесет процената меса спиралне шкољке у међународној трговини увози се у Сједињене Америчке Државе. Флорида је била главни извор краљичиних шкољки све до 1970-их година али данас су спиралне шкољке оскудне и свако хватање у водама Флориде је забрањено.

## Музички инструмент
Спиралне шкољке се могу користити као дувачки инструменти. Припремају се тако што се у отвору шкољке урезује рупа у близини врха, а затим се пуше у шкољку као да је то труба, као да се пуше у рог. Понека се користи и усник, али се неки инструменти од ове шкољке могу свирати и без. Нагив се прилагођава помијерањем руке у отвор и из отвора; што дубље иде рука, то је нижа нота.
Различите врсте великих морских шкољки могу се претворити у ,,пухајуће шкољке", али су неке од најпознатијих врста које се користе света шкољка или shankha Turbinella pyrum, тритонова труба Charonia tritonis и краљица шкољка Strombus gigas.
Примјери ове праксе у Америци се могу видјети у облику историјских артефеката у Museo Larco у Лими, Перуу и Museo Nacional de Antropología у Мексику.

## Бисери
Много различитих врста мекушаца може да производе бисере. Бисери са краљице шкољке, S. gigas, ријетки су и колекционарски предмети још од викторијанских времена. Бисери ових шкољки се јављају у различитим нијансама, укључујући бијелу, браон и наранџасту, са многим средњим нијансама, али ружичаста је боја која се највише повезује са бисерном шкољком, тако да се ови бисери понекад називају и ,,ружичасти бисери". У неким гемолошким текстовима, бисери гастропода су се називали ,,calcareous concretions", јер су били ,,порцулански" (сјајни и налик на керамику), понекад и под називом ,,nacreous" (са бисерним сјајем), а рјеђе познати као ,,orient". GIA и CIBJO сада једноставно користе израз ,,бисер" или, гдје је то прикладно, описнији израз ,,non-nacreous". Према правилима Савезне комисије за трговину, разни бисери мекушаца се могу назвати ,,бисером" без квалификације.
Површине финих бисера шкољки имају јединствен и атрактиван изглед. Микроструктура конзервираних бисера састоји се од дјелимично поравнатих снопова микрокристалних влакана који стварају блистав, помало иридесцентни ефекат познат као ,,структура пламена". Ефекат је изазван интеракцијом свјетлосних зрака са микрокристалима на бисерној површини, и помало подсјећа на moiré свилу.

## Примјена
- Спиралне шкољке се понекад користе као украс, као украсне саднице и за израду камена.
- У класичној мајској умјетности спиралне шкољке приказане су на много начина, укључујући као носаче боја и мастила за елитне писце, као трубе и као ручно оружје (које борци држе убацивањем руку у отвор).
- Спиралне шкољке кориштене су као новац од шкољки у неколико култура.
- Неки амерички абориџини користили су цилиндричне кончане колутове од перлица као дио прслука и других личних украса.[13]
- У Индији бенгалску невјесту красе шкољка и корални праменови звани shakha paula. То је важан свадбени ритуал сваке бенгалске младенке, јер је то интегрална бенгалска традиција.[14]
- На неким гробљима Афро-Кариба и Афроамерике, спиралне шкољке се постављају на гробовима.[15]
- У неким карипским земљама као што су Јамајка и Бахами, очишћене краљице шкољке или полирани фрагменти се продају, углавном, туристима, као сувенири или као накит. Одговарајући на препоруку CITES-а из 2003. године, неке земље на Карибима забраниле су извоз краљичиних шкољки. CITES је такође затражио од свих земаља да забране увоз ових шкољки из земаља које нису у складу са препорукама CITES-а за управљање риболовом. Риболов краљевске шкољке затворено је у неколико земаља.[16] Спиралне шкољке или фрагменти које су туристи однели кући из земаља које не испуњавају захтеве могу се заплијенити при повратку у матичну земљу туриста, на царини. У Великој Британији спиралне шкољке су 9-ти највећи заплијењени увоз.[17]
- Спиралне шкољке повремено се користе као грађевински материјал, уместо цигле, или као расути дио за депоније.
- У Гренади, риболовци користе спиралну шкољку као трубу да би објавили заједници да је риба доступна у продаји. Спиралне шкољке се користе у карневалима гдје се дува у шкољке као дио свечаности. Нарочито у Гвадалупи, звук шкољки које се дувају у близини лука у зору и током карневалског времена такође није ријеткост. Многи бендови чине ове шкољке главним инструментом.
- На Бахамима су сломљене или окренуте шкољке уграђене у врхове спољних зидова у циљу одржавања сигурности куће; ове шкољке су довољно оштре да посијеку уљезе који покушају да скоче преко зида.
- У неким дијеловима Индије, дува се у рог спиралне шкољке током сахране као звучни показатељ сахране и као одвраћање од злих духова.
- На Флориди, становнику који је рођен у тој земљи се тепа ,,шкољкаш".
- У Јапану се спирална шкољка зове Хорагаи (или јинкаи). Кориштена је као труба у посебним церемонијама као што је краљевска кремација током Едо периода.[18]

## Религија

### Антички Перу
Moche народ из старог Перуа обожавали су море и често су у својој умјетности приказивали спиралне шкољке.

### Астеци
Quetzalcoatl, мексички бог вина и учења, носи око врата ,,вјетробрански каиш" ehecailacocozcatl, ,,спирални драгуљ вјетра", направљен од спиралне шкољке.

### Будизам
- Ставка набројивог списка

У Будизму се једна врста шкољке, Turbinella pyrum, сматра као један од осам значајних симбола.

### Хиндуизам
Ова шкољка се користи као важан ритуални предмет у хиндуизму. Шкољка се користи као церемонијална труба, као дио религиозних пракси, на примјер пуђа. Труба од ове шкољке се може чути током богослужења у одређеним тачкама уз свечана звона и пјевање.
У причи о Дхурви, божанска шкољка игра посебну улогу. Ратници древне Индије разнијели су шкољке да би најавили битку, као што је описано на почетку рата Курукшетра, у Махабхарати, чувеном хиндуистичком епу.
За бога очувања, који се назива Вишну, речено је да држи посебну шкољку, Panchajanya, која представља живот, јер је изашао из вода које дају живот. Занимљива је прича о поријеклу шкољке. Према хиндуистичкој митологији, Богови и Демони су једном одлучили да узмуте океан како би добили посебан божански нектар. Овај божански нектар, такође позназ као амрит, требао је да пружи бесмртност ономе ко га попије. Сви Богови су били на једној страни, а Демони на другој. Samudra Manthan је призвао низ створења и ствари из океана. Једна од првих ствари која је изашла из океана био је смртоносан отров зван халахала. Сви су били престрављени, јер је отров био довољно моћан да уништи једно читаво биће, па су отишли до Шиве да их заштити, који је конзумирао отров у циљу заштите свемира. Он узе отров у уста, али га није прогутао. Shankha је такође једна од ствари које су дошле од стране Самудра мантхан.
Такође, сматра се да звук ове шкољке одбија зле духове. Дување у ову шкољку захтјева огромну моћ и капацитет плућа. Сматра се да дување у шкољку омогућава плућима да остану здрава.
Новопечена бенгалска младенка носи такозвану shakha paula, направљену од корала и шкољки. То је дио бенгалског обичаја и традиције.